# La Flèche Wallonne 2014
78. edycja wyścigu kolarskiego La Flèche Wallonne odbyła się w dniu 23 kwietnia 2014 roku i liczyła 199 km. Start wyścigu miał miejsce w Bastogne, a meta w Mur de Huy. Wyścig figurował w rankingu światowym UCI World Tour 2014.

## Uczestnicy
Na starcie wyścigu stanęły 25 ekipy. Wśród nich znalazło się wszystkie osiemnaście ekip UCI World Tour 2014 oraz siedem innych zaproszonych przez organizatorów. 
Lista drużyn uczestniczących w wyścigu:
| Numery  | Kod | Drużyna                 |
| ------- | --- | ----------------------- |
| 1-8     | KAT | Team Katusha            |
| 11-18   | SKY | Team Sky                |
| 21-28   | ALM | Ag2r-La Mondiale        |
| 31-38   | GRS | Garmin-Sharp            |
| 41-48   | OPQ | Omega Pharma-Quick Step |
| 51-58   | MOV | Movistar Team           |
| 61-68   | BEL | Belkin                  |
| 71-78   | CAN | Cannondale              |
| 81-88   | LAM | Lampre-Merida           |
| 91-98   | BMC | BMC Racing Team         |
| 101-108 | TRE | Trek Factory Racing     |
| 111-118 | TTS | Team Tinkoff-Saxo       |
| 121-128 | FDJ | FDJ.fr                  |

| Numery  | Kod | Drużyna             |
| ------- | --- | ------------------- |
| 131-138 | OGE | Orica-GreenEDGE     |
| 141-148 | IAM | IAM Cycling         |
| 151-158 | GIA | Giant-Shimano       |
| 161-168 | AST | Pro Team Astana     |
| 171-178 | COL | Colombia            |
| 181-188 | LTB | Lotto-Belisol       |
| 191-198 | WGG | Wanty-Groupe Gobert |
| 201-208 | EUC | Team Europcar       |
| 211-218 | TSV | Topsport Vlaanderen |
| 221-228 | UHC | Unitedhealthcare    |
| 231-238 | COF | Cofidis             |
| 241-248 | MTN | MTN-Qhubeka         |

## Klasyfikacja generalna
| M-ce | Imię i nazwisko    | Kraj       | Drużyna                 | Czas       |
| ---- | ------------------ | ---------- | ----------------------- | ---------- |
| 1.   | Alejandro Valverde | Hiszpania  | Movistar Team           | 4h 36' 45” |
| 2.   | Daniel Martin      | Irlandia   | Garmin-Sharp            | + 3"       |
| 3.   | Michał Kwiatkowski | Polska     | Omega Pharma-Quick Step | + 4"       |
| 4.   | Bauke Mollema      | Holandia   | Belkin                  | + 4"       |
| 5.   | Tom-Jelte Slagter  | Holandia   | Garmin-Sharp            | + 6"       |
| 6.   | Jelle Vanendert    | Belgia     | Lotto-Belisol           | + 6"       |
| 7.   | Michael Albasini   | Szwajcaria | Orica-GreenEDGE         | + 8"       |
| 8.   | Roman Kreuziger    | Czechy     | Team Tinkoff-Saxo       | + 8"       |
| 9.   | Daniel Moreno      | Hiszpania  | Team Katusha            | + 11"      |
| 10.  | Philippe Gilbert   | Belgia     | BMC Racing Team         | + 15"      |